# Casa a la carretera del Dr. Robert, 6 (el Vendrell)
La Casa a la carretera del Dr. Robert, 6 és una obra modernista del Vendrell (Baix Penedès) inclosa a l'Inventari del Patrimoni Arquitectònic de Catalunya.

## Descripció
L'edifici té dues plantes. Els baixos són ocupats per una botiga. El pis principal presenta un gran balcó de ferro amb una porta balconera rematada per una sinuosa motllura que conté tres medallons. El parament d'aquesta planta es decorat per carreus i és rematat per una sinuosa cornisa de forma corba amb una sèrie d'obertures allargades i rodones.

## Història
Antigament en el solar d'aquesta casa hi havia un magatzem que tenia un dipòsit de carbur. El seu propietari era el Sr. Figueres, proveïdor de l'exèrcit. El renom de la casa era cal Xenda. A l'any 1913 es produí, en El Vendrell, l'aiguat de Sant Miquel, i tota la zona de l'actual carretera del Dr. Robert s'inundà (a conseqüència del fet i a causa de la reacció química del carbur en contacte a, l'aigua s'incendià el magatzem). A l'hivern de l'any 1913 es construí la casa actual sota la influència de l'estil noucentista.